# حسابداری دولتی
حسابداری دولتی (انگلیسی: Governmental accounting) به فرایند جمع‌آوری، ثبت و طبقه‌بندی، تلخیص، تفسیر و گزارش رویدادهای بودجه‌ای و مالی دستگاه‌های اجرایی زیرمجموعه دولت، اطلاق می‌شود، که این داده‌ها در راستای برنامه‌ریزی و تصمیم‌گیری در خصوص نحوه کنترل بودجه، مورد استفاده قرار می‌گیرند.
حسابداری دولتی نظامی است که اطلاعات مالی مربوط به فعالیت‌های وزارتخانه‌ها و موسسات دولتی را به‌منظور تصمیم‌گیری صحیح مالی و کنترل برنامه‌های مصوب بودجه سالانه و منابع مالی مورد استفاده دولت، جمع‌آوری، طبقه‌بندی، تلخیص و گزارش می‌نماید. در حسابداری دولتی مراحل حسابداری برای کنترل برنامه مصوب سالانه و نیز جلوگیری از تداخل منابع مالی مورد استفاده، به کار گرفته می‌شود.